# Chronicon Paschale
Das Chronicon Paschale, aus der griechischen Bezeichnung Πασχάλιο χρονικό abgeleitet, trägt auch die alternativen Titel Osterchronik, Chronicon Alexandrinum, Chronicon Constantinopolitanum oder Fasti Siculi. Es handelt sich um eine im Oströmischen Reich in griechischer Sprache verfasste Chronik, die um 630 entstanden ist. Der moderne Name rührt von der verwendeten Zeitrechnung nach dem christlichen Osterkanon her.
Der Autor ist unbekannt, da Anfang und Ende der Chronik fehlen. Nach Ansicht vieler Forscher lässt sich aus dem Werk jedoch erschließen, dass er ein Geistlicher und ein Vertrauter des Patriarchen Sergios war. Andere Gelehrte vermuten hingegen aufgrund des vereinzelten Gebrauchs der 1. Person Plural im Zusammenhang mit dem Stab des magister officiorum, dass der Verfasser der Chronik kein Kleriker, sondern ein Angehöriger der zivilen Reichsadministration gewesen sei, wofür sprechen könnte, dass der Autor offenbar Latein – in Ostrom bis ca. 625 offiziell Verwaltungssprache – beherrschte, was für einen Geistlichen damals bereits ungewöhnlich gewesen wäre.
Das umfangreiche Werk stellt eine Weltchronik von den Tagen Adams (die Erschaffung der Welt wird auf den 21. März 5509 v. Chr. datiert) bis ins Jahr 630 dar; die Haupthandschrift aus dem 10. Jahrhundert bricht jedoch mit dem Jahr 628 ab. Die Quellen, die der Autor benutzt hat, sind nicht immer klar zu identifizieren, allerdings hat er etwa Johannes Malalas verwendet; nach dem Tod des Kaisers Maurikios war er aber Augenzeuge des Geschehens. Während die Jahre von 534 bis 601 oft unbehandelt bleiben, wird der Bericht für die folgende Zeit viel umfangreicher und detaillierter, als es bei Chroniken eigentlich üblich war. Für die Jahre von 602 bis 628 stellt das Chronicon Paschale daher eine unserer wichtigsten Quellen dar.
Das Werk ist zwar teils fehlerhaft (gerade für die Zeit vor 602), beinhaltet aber auch einige sehr wichtige historische Informationen über die Zeit der ausgehenden Spätantike im Osten der Mittelmeerwelt. Einige der Dokumente, die in die Chronik aufgenommen wurden, gelten als authentisch. So wird etwa der Text des Briefes, in dem der neue Sassanidenkönig Kavadh II. Siroe den oströmischen Kaiser Herakleios im Jahr 628 um Frieden bittet, offenbar ebenso im Wortlaut zitiert wie diverse kaiserliche Verlautbarungen.
Die Überlieferung basiert auf dem Codex Vaticanus Graecus 1941 aus dem späten 10. Jahrhundert. Editio princeps ist die Ausgabe des Augsburger Jesuiten Rader mit griechisch-lateinischem Paralleltext (München 1615).

## Übersetzung
- Mary und Michael Whitby (Übersetzer): Chronicon Paschale 284–628 (= Translated Texts for Historians). Liverpool 1989, ISBN 0-85323-096-X (diese kommentierte Übersetzung beinhaltet nur den Teil des Werks, der sich mit der Spätantike befasst; Digitalisat).